# Nils Muižnieks

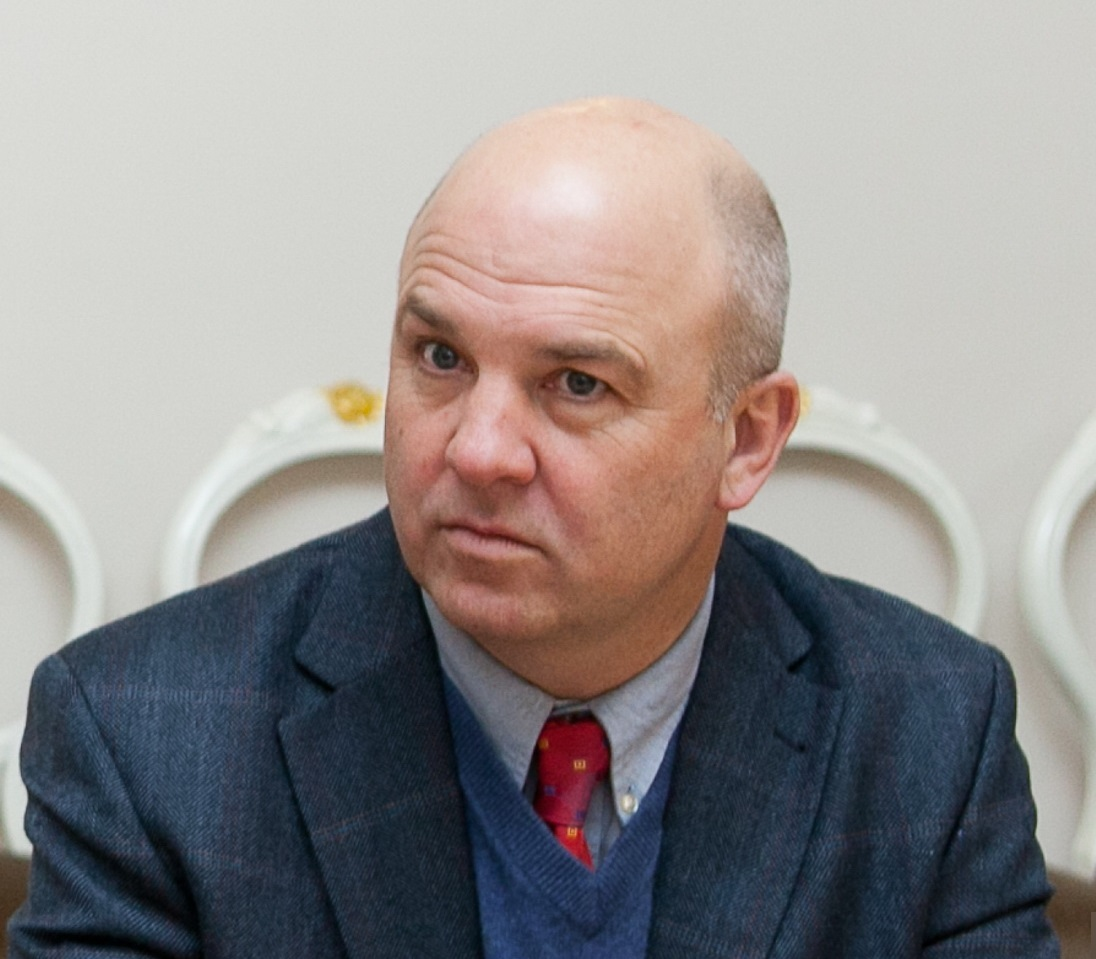
Nils Muižnieks (2012)

Nils Raimonds Muižnieks (* 31. Januar 1964 in Los Angeles, Kalifornien) ist ein lettischer Wissenschaftler und Politiker. Er wurde am 24. Januar 2012 zum 3. Menschenrechtskommissar des Europarats in Straßburg gewählt und folgt damit Thomas Hammarberg. Er übte dieses Amt seit dem 1. April 2012 und bis zum 1. April 2018 turnusmäßig aus. Seit 2024 ist er UN-Sonderberichterstatter zu Belarus beim UN-Menschenrechtsrat.

## Ausbildung und Karriere
Nils Muižnieks studierte Politikwissenschaften an den Universitäten Princeton und Berkeley. Seine Doktorarbeit 1993 trug den Titel The Baltic popular movements and the disintegration of the Soviet Union. Von 1994 bis 2002 war er Direktor des Lettischen Zentrums für Menschenrechte und ethnische Studien.
Muižnieks bekleidete von 2002 bis 2004 das Amt des lettischen Integrationsministers und war somit Mitglied der Regierung. 2004 war er Kandidat für die christlich-demokratische liberal-konservative Latvijas Pirmā Partija auf der Wahlliste des europäischen Parlaments.
Der Politiker ist auch Direktor des Advanced Social and Political Research Institute (ASPRI) an der Fakultät für Sozialwissenschaften der Universität Lettlands in Riga.
Seit dem 1. November 2024 ist Muižnieks als Nachfolger der Französin Anaïs Marin UN-Sonderberichterstatter zur Menschenrechtssituation in Belarus beim UN-Menschenrechtsrat.

## Politische Positionen

### Überwachung in Europa
In einem am 27. Oktober 2015 in der New York Times veröffentlichten Artikel unter dem Titel „Europe Is Spying on You“ (zu deutsch „Europa späht Sie aus“) sagte Muižnieks, dass die gesellschaftlichen Entwicklung nach den Enthüllungen durch Edward Snowden nicht etwa zu mehr öffentlicher Kontrolle, sondern zu mehr Überwachung geführt habe. Muižnieks bezeichnet das von zahlreichen Regierungen vorgebrachte Argument, Freiheiten müssten zugunsten von Sicherheit „geopfert“ werden, als „fadenscheinig“. Regierungen, die von zielgerichteter Überwachung gegen einzelne Verdächtige hin zu Massenüberwachung wechseln, warf er vor, die Untergrabung der Demokratie in Kauf zu nehmen.

## Familie
Muižnieks’ Eltern Ansis und Ingrid verließen Lettland als Flüchtlinge 1944, verbrachten daraufhin 6 Jahre in der Amerikanischen Besatzungszone in Westdeutschland und siedelten 1950 in die USA über. 1992 heiratete Nils Muižnieks die Klavierlehrerin und Sängerin Andra Fedder. Er hat zwei Töchter.

## Schriften
- Latvian-Russian relations. Domestic and international dimensions. Riga 2006, ISBN 9984-802-10-8.
- Uncertain transformations – New domestic and international challenges. Proceedings of the international conference, Riga, November 9–11, 2006 = Neskaidrās transformācijas – Jauni izaicinājumi nacionālā un starptautiskā līmenī. Starptautiskās konferences ziņojumi, Rīga, 2006. g. 9.–11. novembris. Latvijas universitāte, Sociālo un politisko pētījumu institūts, Riga 2007, ISBN 9984-802-58-2 (lettisch und englisch).
- Nacionālo minoritāšu konvencija. Diskriminācijas novēršana un identitātes saglabāšana Latvijā. Latvijas universitāte Akadēmiskais apgāds, Riga 2007, ISBN 9984-802-78-7 (lettisch).
- Manufacturing enemy images? Russian media portrayal of Latvia. Riga 2008, ISBN 978-9984-825-88-5.
- Georgian security. A Latvian perspective. Riga 2008, ISBN 978-9984-825-19-9.
- How integrated is Latvian society? Aan audit of achievements, failures, and challenges. Riga 2010, ISBN 978-9984-45-172-5.
- The geopolitics of history in Latvian-Russian relations. Riga 2011, ISBN 978-9984-45-323-1.